# Analogue fonctionnel
Pour les articles homonymes, voir Analogue.
Un analogue fonctionnel est un composé qui possède des propriétés physiques, chimiques, biochimiques ou pharmacologiques similaires à un composé donné. 
Par exemple, un analogue fonctionnel (et structurel) de la morphine est l'héroïne. 
Les analogues fonctionnels ne sont cependant pas nécessairement des analogues structurels, c'est-à-dire avec une structure chimique similaire. Les classes pharmacologiques, par exemple, regroupent les médicaments ayant des actions similaires, mais pas nécessairement la même structure chimique.